# Gare de Tokoname
La gare de Tokoname (常滑駅, Tokoname-eki) est une gare ferroviaire de la ville de Tokoname, dans la préfecture d'Aichi au Japon. Elle est exploitée par la compagnie Meitetsu.

## Situation ferroviaire
Tokoname marque la fin de la ligne Tokoname et le début de la ligne Aéroport (les deux lignes sont interconnectées).

## Historique
La gare est inaugurée le 1er avril 1913.

## Service des voyageurs

### Accueil
La gare dispose d'un bâtiment voyageurs, avec guichets, ouvert tous les jours.

### Desserte
- Ligne Aéroport :
  - voies 1 et 2 : direction Aéroport international du Chūbu
- Ligne Tokoname :
  - voies 3 et 4 : direction Ōtagawa, Jingū-mae, Nagoya et Gifu